# 米田幸正
米田 幸正（よねだ ゆきまさ、1950年10月22日- ）は、日本の実業家。サマンサタバサジャパンリミテッド代表取締役社長。CFSコーポレーション代表取締役社長、スギホールディングス代表取締役社長、エステー代表執行役社長などを歴任した。

## 人物・経歴
福岡県北九州市出身。
1976年、北九州市立大学外国語学部米英学科を卒業し、伊藤忠商事入社。ただし、実際に大学卒業後すぐに入社したのは安宅産業であり、後に破綻寸前であった安宅産業を伊藤忠商事が救済合併する際に安宅産業の一部社員の受け入れが行われ、米田もそのタイミングで伊藤忠商事へと移った。デトロイト駐在時代には、いすゞ自動車とゼネラル・モーターズの提携事業に携わった。
2002年に伊藤忠商事を退職し、ハックキミサワ（現ウエルシア薬局）に転職、翌2003年に代表取締役社長、及びCFSコーポレーション代表取締役社長に就任。
2007年、ピジョン常務取締役国際事業・子育て支援事業担当。
2009年、スギ薬局代表取締役社長、スギホールディングス代表取締役社長。
2012年、エステー取締役兼代表執行役社長。
2013年、大王製紙取締役。
2014年、Japan Health Incubate（JHI）Senior Advisor & Incubator、韓国MEGAMART社戦略アドバイザー。
2015年、フマキラー戦略アドバイザー、国士舘大学経営学部非常勤講師。
2016年、FiNCアドバイザリーボード、シーオス取締役。
2021年、国士舘大学経営学部客員教授、サマンサタバサジャパンリミテッド取締役、VARYTEX戦略アドバイザー。
2022年、サマンサタバサジャパンリミテッド代表取締役社長。